# Knivhuggarrock
Knivhuggarrock är den svenske rockartisten Tomas Ledins tredje studioalbum, utgivet på skivbolaget Polydor 1975.
Skivan utgavs ursprungligen på LP, men återutgavs på CD 1991. CD-utgåvan hade två bonuslåtar. Låten "Knivhuggarrock" har senare medtagits på flera av Ledins samlingsalbum.

## Låtlista
Alla låtar är skrivna av Tomas Ledin.

### LP
A
1. "Knivhuggarrock" – 4:06
2. "Eulalias mamma" – 2:40
3. "Luftballongen" – 4:45
4. "Ta av dej masken" – 6:29
5. "Sakta kommer ljuset" – 3:16

B
1. "Kom tillbaka" – 3:23
2. "Taxi taxi" – 3:45
3. "Ansikte" – 1:36
4. "De-danz-danz-danz-de-danza" – 6:10

### CD
1. "Knivhuggarrock" – 4:06
2. "Eulalias mamma" – 2:40
3. "Luftballongen" – 4:45
4. "Ta av dej masken" – 6:29
5. "Sakta kommer ljuset" – 3:16
6. "Kom tillbaka" – 3:23
7. "Taxi taxi" – 3:45
8. "Ansikte" – 1:36
9. "De-danz-danz-danz-de-danza" – 6:10
10. "Watching the People" (bonuslåt) – 3:54
11. "There Is a Sun Rising in the Morning" (bonuslåt)– 4:27

## Medverkande
- Leif Allansson – tekniker
- Lars Hoflund – bas, sång
- Claes Janson – akustisk gitarr, sång
- Peter Johansson – trummor, piano
- Anders Larsson – tekniker
- Tomas Ledin – sång, akustisk gitarr, slidegitarr, elgitarr, producent, konvoluttext, omslagsmålning

### Fotnoter
1. 1 2 3  ”Knivhuggarrock”. Discogs.com. http://www.discogs.com/Tomas-Ledins-Band-Knivhuggarrock/release/1783540. Läst 14 januari 2013.
2. ↑  ”Tomas Ledin”. Svensk mediedatabas. http://smdb.kb.se/catalog/search?q=Tomas+Ledin&x=0&y=0. Läst 14 januari 2013.